# Fuld Af Løgn (album)
 For alternative betydninger, se Fuld af løgn.
Fuld af løgn er et album udgivet af rap gruppen Østkyst Hustlers, og udkom i 1996. Det indeholdt to af gruppens største hits; "Hustlerstil" og "Han Får For Lidt".
Albummet blev en lige så stor succes som forgængeren, og ved Danish Music Awards i 1997 modtog gruppen adskillige priser, heriblandt Årets Danske Rap Udgivelse og Årets Danske Gruppe.
I februar 2016 modtog albummet syv-dobbelt platin for 140.000 solgte eksemplarer.
Nummeret "Håbløs" er ifølge sangskriveren Peyk den sang, som har betydet mest for ham som person. Desuden udtalte han, at den har meget bred appel, fordi den "er et forsvar for, at det er fint ikke at være forrest".

## Spor
1. "Bla Bla Bla"
2. "Hustlerstil"
3. "Han Får For Lidt"
4. "Håbløs"
5. "Ik'S'Meget"
6. "Penge Ind På Torsdag"
7. "Buggedibeat"
8. "Hvor Cool Kan En Hvid Mand Blive"
9. "Frederiksberg Blues"
10. "En Latterlig Morgen"
11. "Hey-Hoh"
12. "Fuld Af Løgn"

## Personel
- Bossy Bo - rap
- Jazzy H - rap
- Nikolaj Peyk - producer, sampler, beats, arrangement
- DJ Jan - scratch (spor 2, 6, 9 og 10)
- Kruzh'em - scratch (spor 4, 5, 8 og 12)
- Christina Birksø - vokal (spor 2)
- Ole Jensen - guitar og bas
- Niels Dahl - bas (spor 1 og 4)
- Emil de Waal - trommer (spor 1 og 4)
- Oliver Zahle - trommer (spor 10)
- Kenneth Kikkenborg - lydtekniker og keyboards (spor 2, 10 og 11)